# Madvillainy
Albums de Madvillain
Madvillainy 2: The Madlib Remix
(2008)
Albums par Madlib
Champion Sound (en collaboration avec J Dilla)
(2003) Stevie
(2004)
Albums par MF DOOM
Vaudeville Villain
(2003) Venomous Villain
(2004)
Madvillainy est le premier album studio de Madvillain, sorti le 24 mars 2004.
Madlib compose les morceaux et MF DOOM rappe, la production exécutive de l'album étant assurée par Peanut Butter Wolf.
Les morceaux sont très courts, avec peu de refrains ; les instrumentaux sont travaillés avec de nombreux samples.
Le Billboard le classe 9e au Top Heatseekers, 10e au Top Independent Albums, 80e au Top R&B/Hip-Hop Albums et 179e au Billboard 200. Les critiques spécialisées sont très élogieuses.

## Liste des titres
| No  | Titre                                        | Contient un (des) sample(s) de | Durée |
| --- | -------------------------------------------- | --- | ----- |
| 1.  | The Illest Villains                          | Beach Trip de Morton Stevens Contrast de Sun Ra | 1:55  |
| 2.  | Accordion                                    | Experience de Daedelus | 1:58  |
| 3.  | Meat Grinder                                 | Sleeping in a Jar de Frank Zappa Hula Rock de Lew Howard & the All-Stars | 2:11  |
| 4.  | Bistro                                       | Second to None d'Atlantic Starr (en) | 1:07  |
| 5.  | Raid (featuring M.E.D.)                      | Nardis du Bill Evans Trio América Latina d'Osmar Milito (en) & Quarteto Forma Computer Games de George Clinton | 2:30  |
| 6.  | America's Most Blunted (featuring Quasimoto) | Acting Out the ABC's des Walt Disney Records Ninety-Nine and One Half de Fever Tree Atlantis de Sun Ra In the Rain des Dramatics Creativity de Jack Margolis (en) Listening to Music de Jack Margolis Physical Effects de Jack Margolis Come Out de Steve Reich Spontaneous (13 MC's Deep) des Leaders of the New School, Cracker Jax, Rumpletilskinz et Rampage feat. Kollie Weed Sayin' Somethin' d'Edo. G Blunted de Phil da Agony Let's Get Dirty (I Can't Get in Da Club) de Redman React de Jaylib feat. Quasimoto | 3:54  |
| 7.  | Sickfit                                      | Family Affair de The Generation Gap | 1:21  |
| 8.  | Rainbows                                     | Kelly de William Loose, Stu Phillips et Marvin Elling Blues and Pants de James Brown Psycho Brahim de Paul Sawtell et Bert Shefter (en) | 2:51  |
| 9.  | Curls                                        | Airport Love Theme de Waldir Calmon | 1:35  |
| 10. | Do Not Fire!                                 | Mithi Mithi Ankhiyon Se Dil Bhar De de Kishore Kumar et Asha Bhosle Thriller de Michael Jackson feat. Vincent Price Dhalsim de Yoko Shimomura et Isao Abe | 0:52  |
| 11. | Money Folder                                 | | 3:02  |
| 12. | Shadows of Tomorrow (featuring Quasimoto)    | Hindu Hoon Main Na Musalman Hoon de R.D. Burman | 2:36  |
| 13. | Operation Lifesaver a.k.a. Mint Test         | The Theme of the Justice League of America des Tifton Records Double Barrel de Dave & Ansel Collins Prepare Yourself de George Duke P.S.K. - What Does It Mean? de Schoolly D | 1:30  |
| 14. | Figaro                                       | Largo Al Factotum de Gioachino Rossini In the Beginning de Dr. Lonnie Smith Jeannine de Dr. Lonnie Smith | 2:25  |
| 15. | Hardcore Hustle (featuring Wildchild)        | Sing a Simple Song des Supremes et Temptations | 1:21  |
| 16. | Strange Ways                                 | Funny Ways de Gentle Giant | 1:51  |
| 17. | Fancy Clown (featuring Allah's Reflection)   | That Ain't the Way You Make Love de Z. Z. Hill | 1:55  |
| 18. | Eye (featuring Stacy Epps)                   | So Good des Whispers | 1:57  |
| 19. | Supervillain Theme                           | Adormeceu d'O Terço Cold Gettin' Dumb de Just-Ice | 0:52  |
| 20. | All Caps                                     | Bumpin' Bus Stop de Thunder and Lightning Sometimes I Rhyme Slow de Nice & Smooth | 2:10  |
| 21. | Great Day                                    | How Can You Believe de Stevie Wonder Love You Down de Ready for the World | 2:16  |
| 22. | Rhinestone Cowboy                            | Molambo de Maria Bethânia Mariana Mariana de Maria Bethânia Making Love d'A Child's Garden of Grass | 4:01  |